# San Lorenzo de El Escorial
San Lorenzo de El Escorial, também conhecido popularmente como El Escorial de Arriba, é um município da Espanha 
na província e comunidade autónoma de Madrid. Tem 56,4 km² de área e em 2021 tinha 18 454 habitantes (densidade: 327,2 hab./km²). O nome não oficial de El Escorial de Arriba é usado para o distinguir do vizinho El Escorial, que por sua vez é conhecido como El Escorial de Abajo.
Na área do município encontra-se o Mosteiro de São Lourenço do Escorial, também ele conhecido usualmente por "El Escorial", e o monumental memorial franquista do Vale dos Caídos.

## Demografia
| Variação demográfica do município entre 1991 e 2004 | Variação demográfica do município entre 1991 e 2004 | Variação demográfica do município entre 1991 e 2004 | Variação demográfica do município entre 1991 e 2004 |
| --------------------------------------------------- | --------------------------------------------------- | --------------------------------------------------- | --------------------------------------------------- |
| 1991                                                | 1996                                                | 2001                                                | 2004                                                |
| 8648                                                | 10828                                               | 13039                                               | 14971                                               |